# Luciocyprinus langsoni
Luciocyprinus langsoni és una espècie de peix cipriniforme de la família dels ciprínids.

## Morfologia
- Els mascles poden assolir 79 cm de longitud total[4] i 15 kg de pes.[5][6]

## Hàbitat
És un peix d'aigua dolça i de clima subtropical.

## Distribució geogràfica
Es troba a Àsia: el Vietnam i la Xina.